# Modlitewnik z XV wieku
Modlitewnik z XV wieku – fragment polskiego rękopiśmiennego modlitewnika z pierwszej połowy XV wieku.
Rękopis przechowywany jest w Bibliotece Jagiellońskiej w Krakowie. Mieści się na podwójnej karcie pergaminowej, która została znaleziona w 1934 w oprawie kodeksu należącego do Pawła z Piotrkowa. Fragment składa się z trzech formuł modlitewnych ku czci Maryi (na tzw. Złotą Mszę, będącą prototypem rorat) oraz tekstu spowiedzi powszechnej.